# Abies bracteata
Abies bracteata, el abeto de Santa Lucía o gigantona, es una especie poco común de abeto que está confinado a las laderas y profundidades de los cañones rocosos de las Montañas de Santa Lucía, en la costa central de California, Estados Unidos.

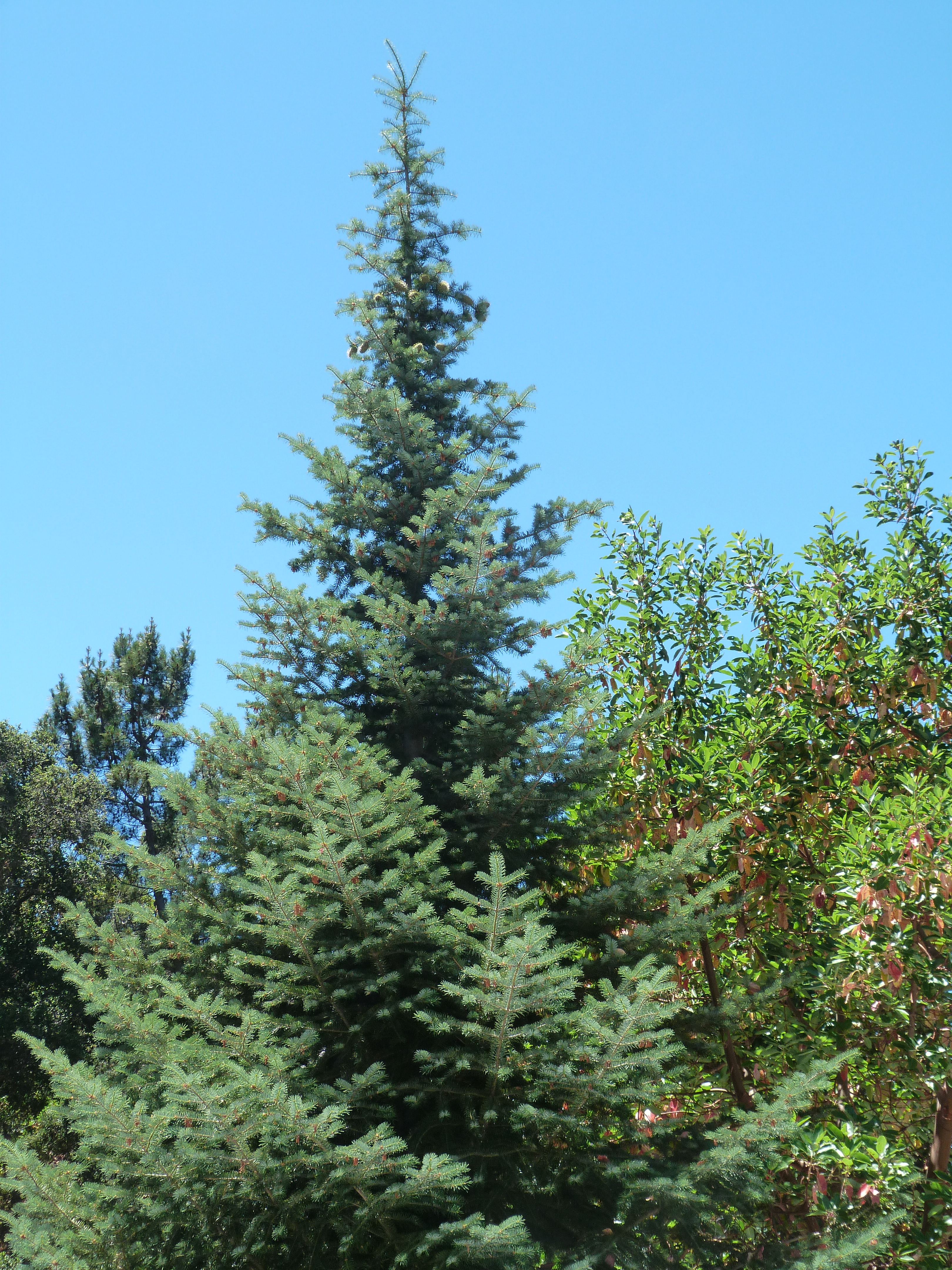
Vista del árbol

## Descripción
Es un árbol que alcanza los 20-35 m de altura, con un esbelto aspecto en forma de aguja. La corteza es marrón-rojiza, con surcos, arrugas y vesículas resinosas. Las ramas se inclinan hacia abajo. Las hojas, en forma de aguja, miden de 3,5-6 cm de longitud y 2,5-3 mm de ancho, con dos brillantes bandas de estomas en el envés. Las piñas son ovoides de 6-9 cm de longitud (o 12 cm incluyendo las brácteas), y difieren de las de otras coníferas en que las brácteas terminan en cerdas muy largas y dispersas de color marrón amarillento de 3-5 cm de longitud; se deshacen en otoño para lanzar las semillas aladas. Los conos masculinos son de 2 cm de longitud y dispersan el polen en primavera.

## Taxonomía
Abies bracteata fue descrita por (D.Don) Poit. y publicado en Revue Horticole 4: 7. 1845.
Etimología
Abies: nombre genérico que viene del nombre latino de Abies alba.
bracteata: epíteto latino que significa "con brácteas".
Sinonimia
- Abies bracteata Nutt.
- Abies venusta (Douglas) K.Koch
- Abies venusta Sarg.
- Picea bracteata (D.Don) Loudon
- Pinus bracteata D.Don
- Pinus venusta Douglas
- Sequoia gigantea Endl.[8][9]